# Danilo de Souza
Danilo Fernando Evangelista de Souza, född 29 november 1983, är en brasiliansk fotbollsspelare som spelar för Arminia Bielefeld II.
I augusti 2011 värvades de Souza av Assyriska FF, där han skrev på ett kontrakt fram över säsongen 2013. I en träningsmatch mot IK Brage i februari 2013 skadade sig de Souza så allvarligt att ena korsbandet gick av, vilket gjorde att han blev borta resten av säsongen. Den 27 februari 2014 förlängde han sitt kontrakt med Assyriska över säsongen 2014. Sommaren 2014 bröts kontraktet med Assyriska.
I augusti 2014 gick de Souza till tyska SV Lippstadt 08. I juli 2016 gick han över till Arminia Bielefeld II.